# Саттон (боро)
Са́ттон (англ. London Borough of Sutton) — боро на півдні Лондона.

## Географія
Боро межує з Мертоном на півночі, Кройдоном на сході та Кінгстоном-на-Темзі на заході.

## Райони
- Бендон Гілл
- Беддінгтон
- Беддінгтон Корнер
- Белмонт
- Бенгілтон
- Воллінгтон
- Воркестер Парк
- Вудкоут Грін
- Зе Врайс
- Каршолтен
- Каршолтен Бічез
- Каршолтен-он-зе-Гілл
- Малий Вудкоут
- Південний Беддінгтон
- Північний Чим
- Роузгілл
- Сент-Гельєр
- Саттон
- Чим